# Geer

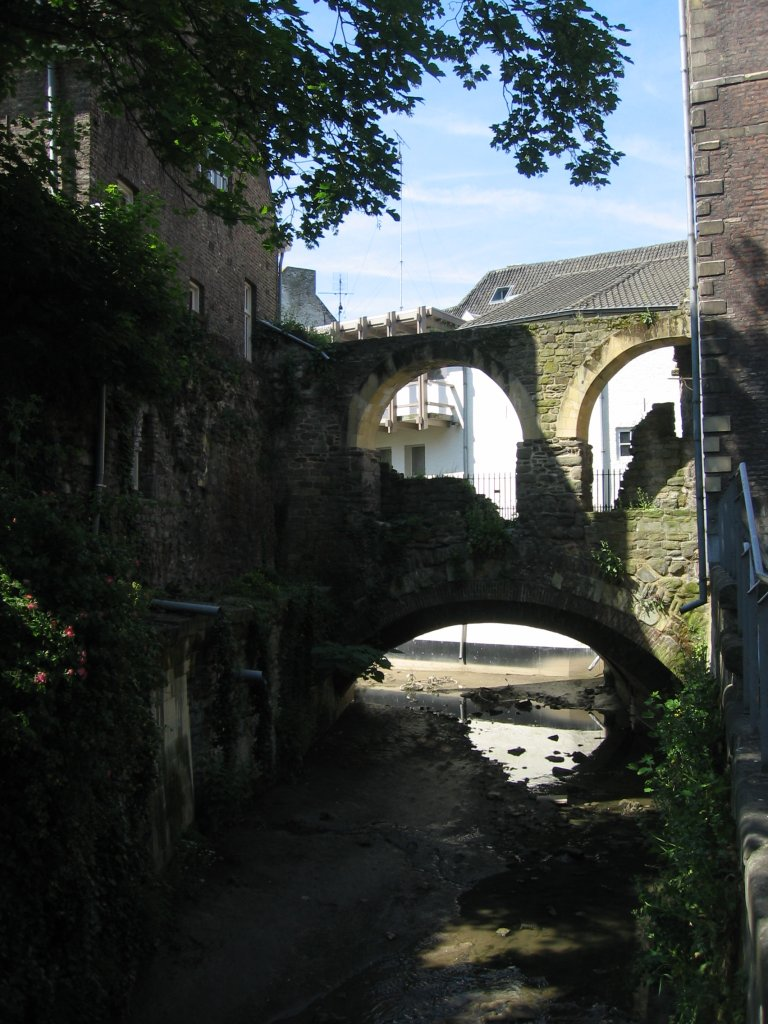
Il fiume Geer a Maastricht

La Geer (in olandese: Jeker) è un fiume che scorre in Belgio (provincia di Liegi e Limburgo) e nei Paesi Bassi per un tratto molto breve. La sorgente è posta tra i comuni di Abolens (fuso con Hannut nel 1977) e Lens-Saint-Servais (fuso con Geer nel 1977). Il suo corso bagna Waremme, Tongeren, Maastricht dove si unisce alla Mosa.
Curiosità: a Canne (nl: Kanne), il fiume attraversa il canal Albert con un sistema di sifoni dopo cui continua l'antico corso lungo la Montagne Saint-Pierre. Uno dei suoi affluenti è lo Yerne.
Il fiume dà il suo nome al comune di Geer.

## Etimologia
Questo piccolo corso d'acqua deve il suo nome al gallico « Yakara », « acqua chiara », da cui il suo nome latino Jecora, da cui provengono Geer (pronunciato Jèr in francese e Yéker in olandese).

## Storia
Fu nella vale del Geer, sul territorio dell'attuale Bassenge (ma il luogo della battaglia non è mai stato localizzato con precisione), che Ambiorige, capo degli Eburoni, massacrò quasi completamente una legione (appena arruolata nella Gallia Cisalpina) e cinque coorti (ossia circa 3000 soldati) di Cesare, condotte dai legati Quinto Titurio Sabino e Lucio Aurunculeio Cotta.
Fu la sconfitta più importante subita dai Romani durante le campagne di Galli.

## Portata
La portata media del corso, misurata a Kanne, tra il 1997 e il 2003, è stata di 2,7 m³ per secondo. Durante lo stesso periodo si è registrato:
- Un massimo medio di 4,1 m³ nel 2001
- Un minimo medio di 1,7 nel 1997

Fonte: Ministère de la Région Wallonne.